# L. Tom Perry

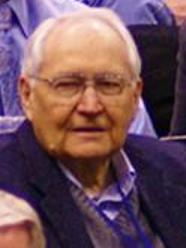
L. Tom Perry (2011)

Lowell Tom Perry (* 5. August 1922 in Logan, Utah; † 30. Mai 2015 in Salt Lake City) war ein US-amerikanischer Unternehmer und Apostel der Kirche Jesu Christi der Heiligen der Letzten Tage.

## Leben
Lowell Tom Perry wurde 1922 in Logan, Utah als viertes von sechs Kindern und ältester Sohn von Leslie Thomas Perry und dessen Frau Nora (geborene Sonne) geboren. Er besuchte die Logan High School, sowie für ein Jahr das Utah State Agricultural College. Anschließend war er ab 1942 als Missionar in der Nordstaaten-Mission tätig. Sechs Wochen nach seiner Rückkehr trat er 1944 seinen Militärdienst an und diente zwei Jahre im United States Marine Corps. Perry war in Japan stationiert, wo er zu den ersten Besatzungstruppen gehörte. Nach seinem Ausscheiden aus dem Militär im Juli 1946 kehrte er an die Utah State University zurück und erhielt dort 1949 einen Bachelor of Science in Finanzmanagement. Anschließend wurde er im Einzelhandel tätig. Während seiner beruflichen Karriere arbeitete er in verschiedenen Unternehmen in den Bundesstaaten Idaho, Kalifornien, New York und Massachusetts. Gleichzeitig betätigte sich Perry weiterhin kirchlich.
1972 wurde er zum Assistenten des Kollegiums der Zwölf Apostel berufen. Dies blieb er bis zu seiner Berufung zum Apostel der Kirche Jesu Christi der Heiligen der Letzten Tage und Aufnahmen in das Kollegium der Zwölf Apostel im April 1974. 1993 erhielt er die Ehrendoktorwürde der Brigham Young University. 1996 veröffentlichte er das Buch Living with Enthusiasm. 2011 folgte die Veröffentlichung des Buches Family Ties: A Message for Fathers.
Perry heiratete am 18. Juli 1947 Virgina Lee im Logan-Utah-Tempel. Aus der Ehe gingen zwei Töchter und ein Sohn hervor. Nachdem seine Frau im Dezember 1974 gestorben war, heiratete er im April 1976 Barbara Taylor Dayton im Salt-Lake-Tempel. 1983 starb eine seiner Töchter.
Im April 2015 wurde Perry aufgrund von Atembeschwerden in ein Krankenhaus eingewiesen. Dort wurde bei ihm eine Krebserkrankung diagnostiziert. Im Mai 2015 starb er in seinem Zuhause in Salt Lake City an dieser Erkrankung.

## Veröffentlichungen
- Living with Enthusiasm (1996)
- Family Ties: A Message for Fathers (2011)